# Ștorobăneasa
Ștorobăneasa is een Roemeense gemeente in het district Teleorman.
Ștorobăneasa telt 3372 inwoners.